# 克莱勒 (伊泽尔省)
克莱勒（法語：Clelles，法語發音：[klɛl]）是法国伊泽尔省的一个市镇，位于该省南部，属于格勒诺布尔区。

## 地理
克莱勒（44°49'38"N, 5°37'23"E）面积20.88 平方千米，位于法国奥弗涅-罗讷-阿尔卑斯大区伊泽尔省，该省份为法国东南部内陆省份，北起顺时针与安省、萨瓦省、上阿尔卑斯省、德龙省、阿尔代什省、卢瓦尔省和罗讷省。
与克莱勒接壤的市镇（或旧市镇、城区）包括：圣马丹德克莱勒、希希利亚讷、拉瓦尔、勒佩尔西。

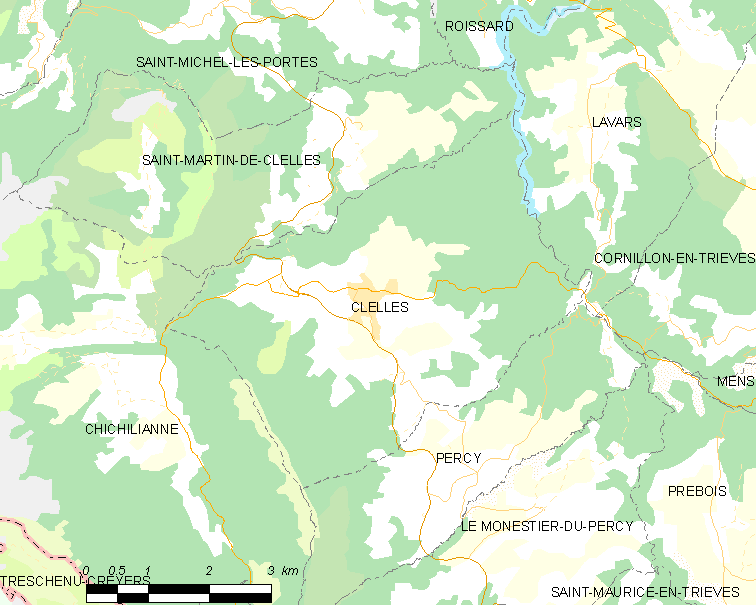
的OSM定位图

克莱勒的时区为UTC+01:00、UTC+02:00（夏令时）。

## 行政
克莱勒的邮政编码为38930，INSEE市镇编码为38113。

## 政治
克莱勒所属的省级选区为马泰西讷-特列沃县。

## 人口

1962-2008年间人口变化图示

克莱勒于2022年1月1日时的人口数量为576人。